# Paweł Kawiecki
Paweł Kawiecki (5 de noviembre de 1981) es un deportista polaco que compitió en esgrima, especialista en la modalidad de florete. Ganó una medalla de plata en el Campeonato Europeo de Esgrima de 2013, en la prueba por equipos.

## Palmarés internacional
| Campeonato Europeo | Campeonato Europeo | Campeonato Europeo | Campeonato Europeo  |
| Año                | Lugar              | Medalla            | Prueba              |
| ------------------ | ------------------ | ------------------ | ------------------- |
| 2013               | Zagreb (Croacia)   | Medalla de plata   | Florete por equipos |